# Liam Grimshaw
Liam David Grimshaw (* 2. Februar 1995 in Burnley) ist ein englischer Fußballspieler, der zuletzt bei Dundee United unter Vertrag stand.

## Karriere

### Verein
Liam Grimshaw spielte bis zum Jahr 2014 in der Youth Academy von Manchester United. In dieser absolvierte er neben nationalen Ligaspielen der verschiedenen Juniorenteams auch Spiele in der UEFA Youth League. Zuletzt war er Kapitän der U21-Mannschaft der Red Devils. Sein Debüt als Profi gab er jedoch während einer Leihe nach Schottland zum FC Motherwell, wo er von September 2015 bis Januar 2016 spielte. Am 18. Januar 2016 wurde Grimshaw fest vom englischen Zweitligisten Preston North End verpflichtet. Dort kam er mit fünf Ligaeinsätzen jedoch nur sporadisch zum Einsatz, sodass er ein Jahr später an den FC Chesterfield in die dritte Liga in England verliehen wurde. In der Rückrunde der Saison 2016/17 absolvierte er unter dem späteren Tabellenletzten dreizehn Ligaspiele unter Gary Caldwell. Im August 2017 wechselte der 22-Jährige Grimshaw zum FC Motherwell. Mit Motherwell erreichte er 2017 das Finale im schottischen Ligapokal das gegen Celtic Glasgow verloren wurde.

### Nationalmannschaft
Liam Grimshaw debütierte im Oktober 2012 in der englischen U-18-Nationalmannschaft während einer internationalen Spielrunde gegen Italien. Er stand dabei in der Startelf. Im März 2013 spielte er ein weiteres Mal in dieser Altersklasse gegen Belgien, welcher zugleich sein letzter Einsatz in einem Trikot der Three Lions war.